# Bernard van Saksen-Weimar

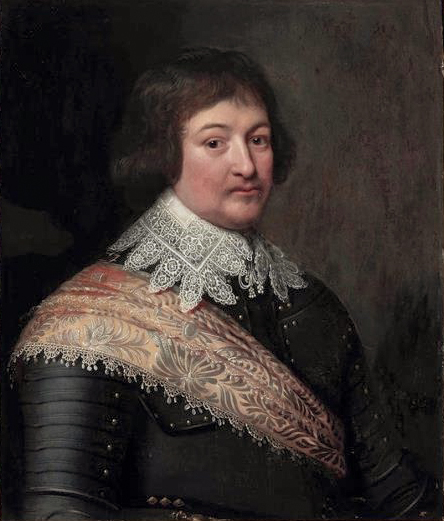
Bernard van Saksen-Weimar

Bernard van Saksen-Weimar (Weimar, 16 augustus 1604 - Neuenburg am Rhein, 18 juli 1639) was een Duits vorst. 
Bernard was de elfde en jongste zoon van hertog Johan III van Saksen-Weimar en  Dorothea Maria van Anhalt-Zerbst. Hij genoot een goede opleiding en koos jong voor een militaire carrière. 
In de Dertigjarige Oorlog koos hij partij voor de protestanten en was hij veldheer in dienst van Denemarken, Zweden en Frankrijk.  Hij vocht bij Mingolsheim, Wimpfen en Stadtlohn. Aan de kant van de Nederlandse opstandelingen nam hij deel aan het Beleg van 's-Hertogenbosch (1629). 
Vanaf 1630 streed hij in dienst van de Zweden. Hij nam deel aan de Slag bij Werben (1631) en werd daarna bevorderd tot overste. Hij vocht ook mee in Alte Veste en Lützen.